# Nesippus nana
Nesippus nana är en kräftdjursart som beskrevs av R. Cressey 1970. Nesippus nana ingår i släktet Nesippus och familjen Pandaridae. Inga underarter finns listade i Catalogue of Life.